# SK Žižkov Praha
SK Žižkov Praha (celým názvem: Sportovní klub Žižkov Praha) je český klub ledního hokeje, který sídlí v pražském Žižkově. Neoficiálně byl žižkovský klub založen v roce 1939 pod názvem HC Zborov. Oficiální potvrzení vzniku patří do roku 1942 po schválení stanov Zemským úřadem v Praze. Svůj současný název nese od roku 2009. Od sezóny 2011/12 působí v Pražské krajské lize, čtvrté české nejvyšší soutěži ledního hokeje. Klubové barvy jsou žlutá, černá a červená.
Své domácí zápasy odehrával na zimním stadionu Nikolajka na Smíchově s kapacitou 2 100 diváků.

## Historické názvy
Zdroj: 
- 1939 (neoficiálně) – HC Zborov (Hockey Club Zborov)
- HC Strašnice (Hockey Club Strašnice)
- HOSK Strašnice (Hokejový odbor sportovního klubu Strašnice)
- AÚTK Strašnice
- STK Strašnice
- Sokol Strašnice
- Inzav IZ Praha (Inzav Instalační závody Praha)
- TJ Mitas Strašnice (Tělovýchovná jednota Mitas Strašnice)
- TJ Spartak Strašnice Tesla (Tělovýchovná jednota Spartak Strašnice Tesla)
- TJ Spartak Žižkov Tesla (Tělovýchovná jednota Spartak Žižkov Tesla)
- TJ Tesla Žižkov (Tělovýchovná jednota Tesla Žižkov)
- 1993 – TJ Žižkov Praha (Tělovýchovná jednota Žižkov Praha)
- 2009 – SK Žižkov Praha (Sportovní klub Žižkov Praha)

## Přehled ligové účasti
Stručný přehled
Zdroj: 
- 1946–1947: Středočeská II. třída – sk. K (4. ligová úroveň v Československu)
- 1947–1949: Středočeská I. třída – sk. E (3. ligová úroveň v Československu)
- 1949–1950: Středočeská I. třída – sk. H (3. ligová úroveň v Československu)
- 1950–1951: Oblastní soutěž – sk. D (2. ligová úroveň v Československu)
- 1951–1952: Středočeská I. třída – sk. A (2. ligová úroveň v Československu)
- 1952–1953: Středočeská I. A třída – sk. B (2. ligová úroveň v Československu)
- 1958–1960: I. třída MVTVS Praha (4. ligová úroveň v Československu)
- 1960–1961: Pražský přebor II. třídy (4. ligová úroveň v Československu)
- 1961–1962: Krajský přebor – Praha (3. ligová úroveň v Československu)
- 1962–1963: Pražský přebor II. třídy – sk. B (4. ligová úroveň v Československu)
- 1963–1969: Krajský přebor – Praha (3. ligová úroveň v Československu)
- 1969–1970: Divize – sk. C (3. ligová úroveň v Československu)
- 1970–1973: Divize – sk. D (3. ligová úroveň v Československu)
- 1973–1974: Divize – sk. D (4. ligová úroveň v Československu)
- 1974–1977: Krajský přebor – Praha (5. ligová úroveň v Československu)
- 1977–1979: Krajský přebor – Praha (4. ligová úroveň v Československu)
- 1979–1983: Krajský přebor – Praha (3. ligová úroveň v Československu)
- 1983–1993: Krajský přebor – Praha (4. ligová úroveň v Československu)
- 1993–2011: Krajský přebor – Praha (4. ligová úroveň v České republice)
- 2011– : Pražská krajská liga (4. ligová úroveň v České republice)

Jednotlivé ročníky
Zdroj: 
Legenda: ZČ - základní část, červené podbarvení - sestup, zelené podbarvení - postup, fialové podbarvení - reorganizace, změna skupiny či soutěže
| Československo (1946 – 1993) |                                  |           |           |                                       |                     |
| Sezóny                       | Soutěž                           | Úroveň    | ZČ        | Play-off, nadstavba, sk. o udržení... | Poznámky            |
| 1946/47                      | Středočeská II. třída – sk. K    | 4. úroveň | 1. místo  |                                       | Postup              |
| 1947/48                      | Středočeská I. třída – sk. E     | 3. úroveň | –. místo  |                                       | Soutěž nedohrána    |
| 1948/49                      | Středočeská I. třída – sk. E     | 3. úroveň | ?. místo  |                                       | Změna skupiny       |
| 1949/50                      | Středočeská I. třída – sk. H     | 3. úroveň | 1. místo  | Finálová skupina A (1. místo)         | Postup              |
| 1950/51                      | Oblastní soutěž – sk. D          | 2. úroveň | 3. místo  | Chomutovský turnaj (3. místo)         | Reorganizace        |
| 1951/52                      | Středočeská I. třída – sk. A     | 2. úroveň | 2. místo  |                                       | Reorganizace        |
| 1952/53                      | Středočeská I. A třída – sk. B   | 2. úroveň | 5. místo  |                                       | Reorganizace        |
| ...                          |                                  |           |           |                                       |                     |
| 1958/59                      | I. třída MVTVS Praha             | 4. úroveň | 5. místo  |                                       |                     |
| 1959/60                      | I. třída MVTVS Praha             | 4. úroveň | ?. místo  |                                       | Reorganizace        |
| 1960/61                      | Pražský přebor II. třídy         | 4. úroveň | 2. místo  |                                       | Postup              |
| 1961/62                      | Krajský přebor – Praha           | 3. úroveň | 8. místo  |                                       | Sestup              |
| 1962/63                      | Pražský přebor II. třídy – sk. B | 4. úroveň | 2. místo  |                                       | Postup              |
| 1963/64                      | Krajský přebor – Praha           | 3. úroveň | 7. místo  |                                       |                     |
| 1964/65                      | Krajský přebor – Praha           | 3. úroveň | 5. místo  |                                       |                     |
| 1965/66                      | Krajský přebor – Praha           | 3. úroveň | 4. místo  |                                       |                     |
| 1966/67                      | Krajský přebor – Praha           | 3. úroveň | 3. místo  |                                       |                     |
| 1967/68                      | Krajský přebor – Praha           | 3. úroveň | 2. místo  |                                       |                     |
| 1968/69                      | Krajský přebor – Praha           | 3. úroveň | 4. místo  |                                       | Reorganizace        |
| 1969/70                      | Divize – sk. C                   | 3. úroveň | 7. místo  |                                       | Změna skupiny       |
| 1970/71                      | Divize – sk. D                   | 3. úroveň | 7. místo  |                                       |                     |
| 1971/72                      | Divize – sk. D                   | 3. úroveň | 7. místo  |                                       |                     |
| 1972/73                      | Divize – sk. D                   | 3. úroveň | 6. místo  |                                       | Reorganizace        |
| 1973/74                      | Divize – sk. D                   | 4. úroveň | 6. místo  |                                       | Sestup              |
| 1974/75                      | Krajský přebor – Praha           | 5. úroveň | 1. místo  |                                       |                     |
| 1975/76                      | Krajský přebor – Praha           | 5. úroveň | 1. místo  |                                       |                     |
| 1976/77                      | Krajský přebor – Praha           | 5. úroveň | 3. místo  |                                       | Reorganizace        |
| 1977/78                      | Krajský přebor – Praha           | 4. úroveň | 3. místo  |                                       |                     |
| 1978/79                      | Krajský přebor – Praha           | 4. úroveň | 2. místo  |                                       | Reorganizace        |
| 1979/80                      | Krajský přebor – Praha           | 3. úroveň | 5. místo  | Skupina o umístění (5. místo)         |                     |
| 1980/81                      | Krajský přebor – Praha           | 3. úroveň | 5. místo  | Skupina o umístění (5. místo)         |                     |
| 1981/82                      | Krajský přebor – Praha           | 3. úroveň | 6. místo  | Skupina o umístění (5. místo)         |                     |
| 1982/83                      | Krajský přebor – Praha           | 3. úroveň | 3. místo  | Finálová skupina (2. místo)           | Reorganizace        |
| 1983/84                      | Krajský přebor – Praha           | 4. úroveň | 1. místo  | Finálová skupina (2. místo)           |                     |
| 1984/85                      | Krajský přebor – Praha           | 4. úroveň | 2. místo  | Finálová skupina (2. místo)           |                     |
| 1985/86                      | Krajský přebor – Praha           | 4. úroveň | 3. místo  | Finálová skupina (4. místo)           |                     |
| 1986/87                      | Krajský přebor – Praha           | 4. úroveň | 3. místo  | Finálová skupina (3. místo)           |                     |
| 1987/88                      | Krajský přebor – Praha           | 4. úroveň | 4. místo  | Finálová skupina (4. místo)           |                     |
| 1988/89                      | Krajský přebor – Praha           | 4. úroveň | 3. místo  | Finálová skupina (4. místo)           |                     |
| 1989/90                      | Krajský přebor – Praha           | 4. úroveň | 3. místo  | Finálová skupina (3. místo)           |                     |
| 1990/91                      | Krajský přebor – Praha           | 4. úroveň | 2. místo  | Finálová skupina (2. místo)           |                     |
| 1991/92                      | Krajský přebor – Praha           | 4. úroveň | 1. místo  | Finálová skupina (1. místo)           |                     |
| 1992/93                      | Krajský přebor – Praha           | 4. úroveň | 2. místo  | Finálová skupina (2. místo)           |                     |
| Česko (1993 – )              |                                  |           |           |                                       |                     |
| Sezóny                       | Soutěž                           | Úroveň    | ZČ        | Play-off, nadstavba, sk. o udržení... | Poznámky            |
| 1993/94                      | Krajský přebor – Praha           | 4. úroveň | 2. místo  |                                       |                     |
| 1994/95                      | Krajský přebor – Praha           | 4. úroveň | 4. místo  |                                       |                     |
| 1995/96                      | Krajský přebor – Praha           | 4. úroveň | 2. místo  |                                       |                     |
| 1996/97                      | Krajský přebor – Praha           | 4. úroveň | 4. místo  |                                       |                     |
| 1997/98                      | Krajský přebor – Praha           | 4. úroveň | 6. místo  |                                       |                     |
| 1998/99                      | Krajský přebor – Praha           | 4. úroveň | 8. místo  | Skupina o umístění (8. místo)         |                     |
| 1999/00                      | Krajský přebor – Praha           | 4. úroveň | 6. místo  | Skupina o umístění (6. místo)         |                     |
| 2000/01                      | Krajský přebor – Praha           | 4. úroveň | 5. místo  |                                       |                     |
| 2001/02                      | Krajský přebor – Praha           | 4. úroveň | 7. místo  | Skupina o umístění (7. místo)         |                     |
| 2002/03                      | Krajský přebor – Praha           | 4. úroveň | 7. místo  | Skupina o umístění (7. místo)         |                     |
| 2003/04                      | Krajský přebor – Praha           | 4. úroveň | 10. místo | Skupina o umístění (10. místo)        |                     |
| 2004/05                      | Krajský přebor – Praha           | 4. úroveň | 8. místo  | Skupina o umístění (9. místo)         |                     |
| 2005/06                      | Krajský přebor – Praha           | 4. úroveň | 7. místo  | Skupina o umístění (7. místo)         |                     |
| 2006/07                      | Krajský přebor – Praha           | 4. úroveň | 6. místo  | Skupina o umístění (7. místo)         |                     |
| 2007/08                      | Krajský přebor – Praha           | 4. úroveň | 7. místo  |                                       |                     |
| 2008/09                      | Krajský přebor – Praha           | 4. úroveň | 6. místo  |                                       |                     |
| 2009/10                      | Krajský přebor – Praha           | 4. úroveň | 3. místo  |                                       |                     |
| 2010/11                      | Krajský přebor – Praha           | 4. úroveň | 2. místo  | Skupina o umístění (2. místo)         | Změna názvu soutěže |
| 2011/12                      | Pražská krajská liga             | 4. úroveň | 2. místo  |                                       |                     |
| 2012/13                      | Pražská krajská liga             | 4. úroveň | 5. místo  | Skupina o umístění (6. místo)         |                     |
| 2013/14                      | Pražská krajská liga             | 4. úroveň | 6. místo  | Skupina o umístění (8. místo)         |                     |
| 2014/15                      | Pražská krajská liga             | 4. úroveň | 8. místo  | Skupina o umístění (7. místo)         |                     |
| 2015/16                      | Pražská krajská liga             | 4. úroveň | 7. místo  | Zápas o 3. místo (výhra)              |                     |
| 2016/17                      | Pražská krajská liga             | 4. úroveň | 7. místo  | Finálová skupina (4. místo)           |                     |
| 2017/18                      | Pražská krajská liga             | 4. úroveň | 5. místo  |                                       |                     |
| 2018/19                      | Pražská krajská liga             | 4. úroveň | 4. místo  | Zápas o 3. místo (výhra)              |                     |
| 2019/20                      | Pražská krajská liga             | 4. úroveň |           |                                       |                     |